# 驛家站

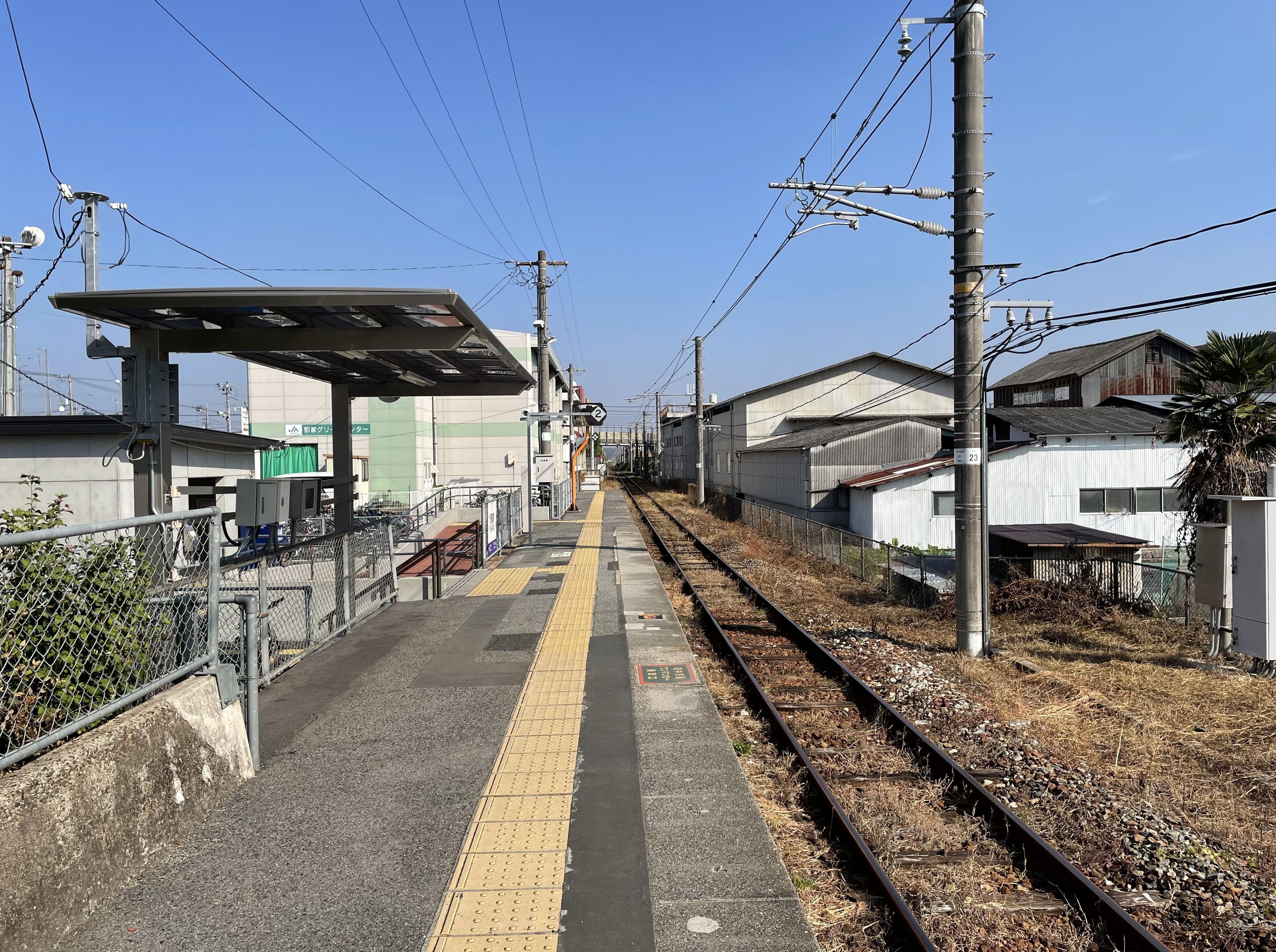
月台（2023年11月）

驛家站（日语：／ Ekiya eki */?）是一個位於廣島縣福山市驛家町大字倉光，西日本旅客鐵道（JR西日本）的福鹽線車站。

## 歷史

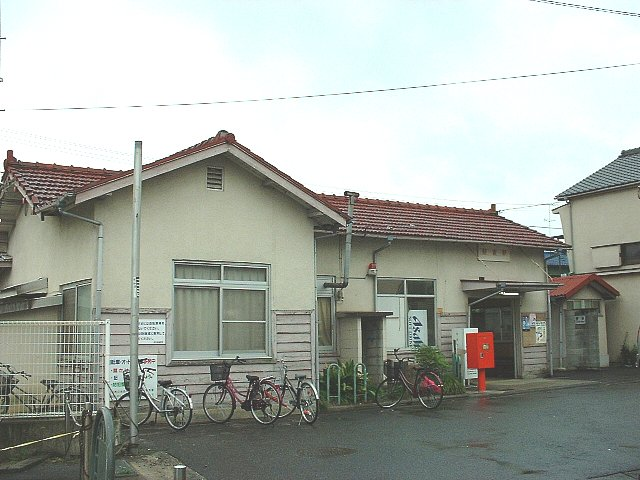
舊站房(2006年2月)

- 1914年（大正3年）7月21日 - 兩備輕便鐵道開設此站。
  - 當時車站位於廣島縣蘆品郡驛家村（日语：駅家町）大字倉光。
- 1926年（大正15年）6月26日 - 兩備輕便鐵道改名為兩備鐵道。
- 1933年（昭和8年）
  - 9月1日 - 兩備鐵道被國有化，成為國有鐵道福鹽線車站[1]。
  - 11月15日 - 福鹽北線開通，使與福鹽線改名為福鹽南線。
- 1934年（昭和9年）
  - 2月 - 現在の駅舎が竣工。
- 1938年（昭和13年）7月28日 - 府中站至上下站之間開通，使福鹽北線和福鹽南線合併成為福鹽線。
- 1947年（昭和22年）11月3日 - 驛家村實行町制，成為驛家町（日语：駅家町）（第一次），車站地址變為廣島縣蘆品郡驛家町大字倉光。
- 1955年（昭和30年）1月1日 - 隨著驛家町（第二次）成立，車站地址變為廣島縣蘆品郡驛家町大字倉光。
- 1975年（昭和50年）2月1日 - 驛家町（第二次）編入至福山市（第二次），車站地址變為廣島縣福山市驛家町大字倉光。
- 1987年（昭和62年）4月1日 - 伴隨國鐵分割民營化，車站由西日本旅客鐵道（JR西日本）營運。
- 2020年（令和2年）2月29日 - 當日起車站櫃臺永久關閉，成為無人車站[2][3]。
- 2021年（令和3年）2月3日 - 新車站大樓開始使用，同時舊車站大樓與月台上蓋拆毀。

## 車站構造
車站是一座地面車站，設有1面1線的單式月台。前往府中方向的列車會開啟右邊車門。前車站大樓於戰前建造，後來於2021年2月2日不再使用。另外，男女共用的濕廁在2020年9月還存在，後來由於需要建造新車站大樓而拆毀。遺地變成為單車停泊處。在2021年2月3日，新混凝土製車站大樓開始使用。
此站是由福山站管理的無人車站。在2020年2月29日前委托了JR西日本岡山MAINTEC負責車站業務，當時為業務委託車站，設有POS終端。

## 利用狀況
以下為近年1日平均乘車人次列表
| 年度               | 1日平均 乘車人次 |
| ------------------ | ---------------- |
| 2001年（平成13年） | 773              |
| 2002年（平成14年） | 762              |
| 2003年（平成15年） | 754              |
| 2004年（平成16年） | 737              |
| 2005年（平成17年） | 677              |
| 2006年（平成18年） | 707              |
| 2007年（平成19年） | 713              |
| 2008年（平成20年） | 732              |
| 2009年（平成21年） | 693              |
| 2010年（平成22年） | 704              |
| 2011年（平成23年） | 708              |
| 2012年（平成24年） | 721              |
| 2013年（平成25年） | 726              |
| 2014年（平成26年） | 707              |
| 2015年（平成27年） | 746              |
| 2016年（平成28年） | 770              |
| 2017年（平成29年） | 762              |
| 2018年（平成30年） | 715              |

## 車站周邊
車站位於福山市郊的古老住宅區。在昭和50年前，驛家町為獨立的自治體。
- 國道486號（日语：国道486号）
- 福山市北部分所
- 福山市北部圖書館
- JA福山驛家分店
- 福山市立驛家小學
- 福山市立驛家東小學
- 福山市立驛家西小學
- 福山市立驛家中學（日语：福山市立駅家中学校）
- 福山市立驛家南中學（日语：福山市立駅家南中学校）
- 驛家郵局
- HALOWS（日语：ハローズ）南驛家店

## 相鄰車站
西日本旅客鐵道（JR西日本）
 福鹽線
萬能倉－驛家－近田

## 注腳
1. ↑  日本《官報》第1998號「鐵道省告示第385號」，1933年8月28日：第800頁。
2. ↑  . 西日本旅客鉄道.   [2020-01-31]. （原始内容存档于2020-01-31） （日语）. Archive.today的存檔，存档日期2020-01-31
3. ↑   (PDF) (新闻稿). 西日本旅客鉄道岡山支社. 2020-01-30  [2020-02-02]. （原始内容 (PDF)存档于2020-02-02） （日语）.
4. ↑  統計福山

## 外部連結
- 驛家｜車站資訊：JR出門網 - 西日本旅客鐵道（日語）